# Боковня Григорій Сидорович
Григорій Сидорович Боковня́ (нар. 28 квітня 1929, Черкаси) — український різьбяр; заслужений майстер народної творчості УРСР з 1976 року.

## З біографії
Народився 28 квітня 1929 року у місті Черкасах (нині Україна). Різьбленню по дереву навчався в діда та батька. 

## Творчість
Автор творів анімалістичного жанру, тематичних скульптурних композицій. Серед робіт:
- «Орач» (1974);
- «Ми залізним конем всі поля обійдем» (1974);
- «Після трудового дня» (1981).

Окремі роботи майстра зберігаються у Канівському музеї народного декоративного мистецтва, Черкаскому краєзнавчому музеї.